# Michail Andrejewitsch Berens

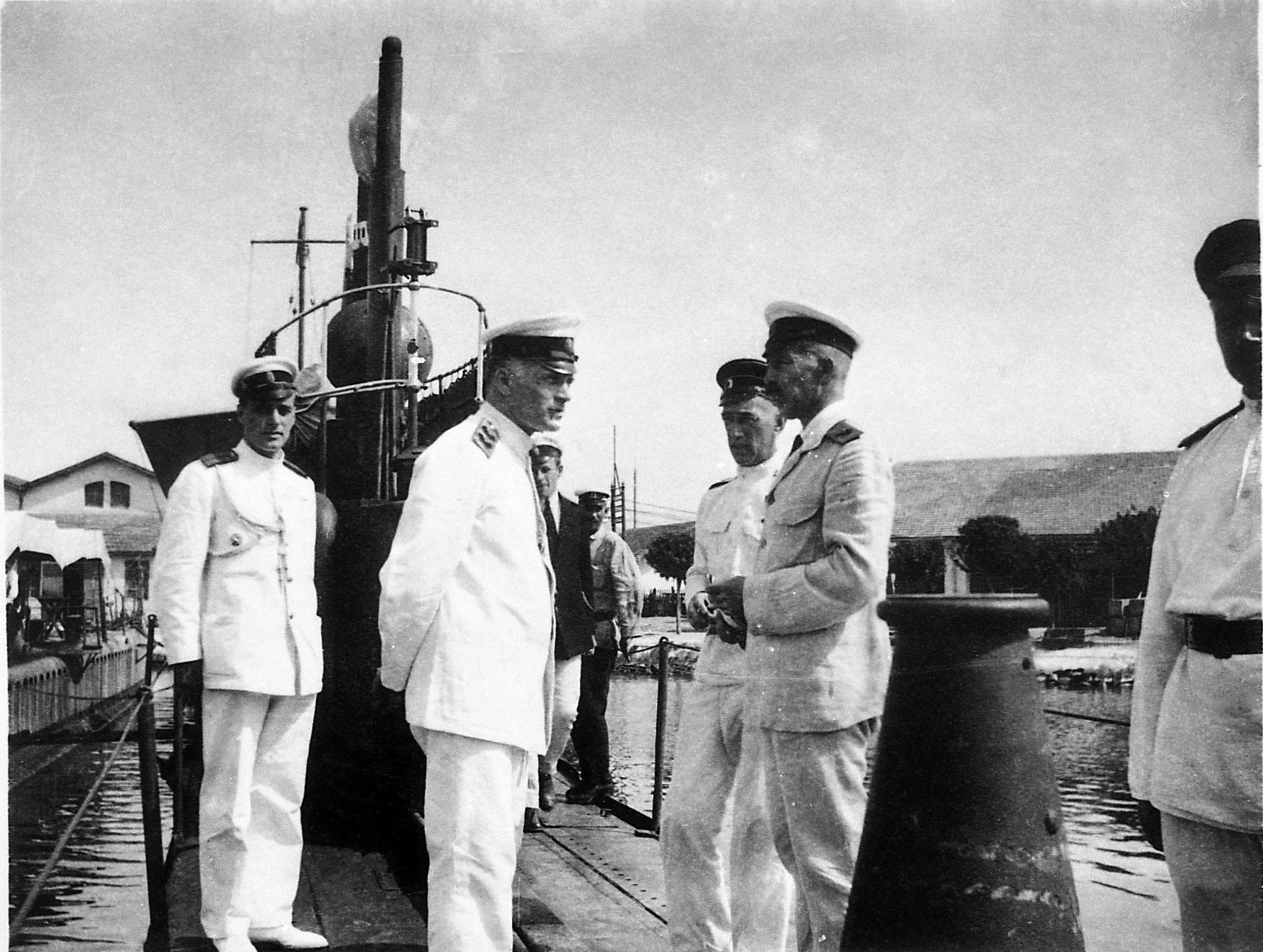
Die Admirale Kedrow, Berens und Tichmenev (Bildmitte von links) auf dem U-Boot Tjulen in Bizerta, Juli 1921

Michail Andrejewitsch Berens (russisch Михаил Андреевич Беренс; * 16. Januar 1879 in Kutaissi, Georgien, damals Gouvernement Kutaissi, Russisches Kaiserreich; † 20. Januar 1943 in Tunis) war ein Offizier der Kaiserlich Russischen Marine und während des Russischen Bürgerkriegs (1917/1918 bis 1920/1921) ein Admiral der Marine der Weißen Armee des Generals Pjotr Wrangel.

## Herkunft
Michail Andrejewitsch war der zweitgeborene Sohn des deutsch-baltischen Rechtsanwalts Andrej von Berens (1850–1884) und dessen russischstämmiger Ehefrau Maria Michailowna Alichanowa. Die Familie von Berens geht zurück auf Hans Hinrich Berens, einen wohlhabenden Ratsherren aus Riga, der Mitte des 17. Jahrhunderts von Rostock ins Baltikum ausgewandert war. Angehörige der Familie bekleideten oft hohe Ämter und stiegen in den Adel auf.

## Laufbahn

### Boxeraufstand und Russisch-Japanischer Krieg
Berens beendete seine Ausbildung im Seekadettenkorps in Sankt Petersburg im Jahre 1898 und wurde Nautischer Offizier. Er diente von 1900 bis 1905 im (Ersten) Pazifik-Geschwader, wurde Kommandant des Kanonenboots Giljak (russisch «Гиляк»), und zeichnete sich am 4. Juni 1900 bei der Niederkämpfung der Taku-Forts während des Boxeraufstands aus. 1904 wurde er Navigationsoffizier 1. Klasse und diente zunächst auf dem Linienschiff Sewastopol (russisch «Севастополь»). Bald wurde er als Wachoffizier auf das Torpedoboot Smeli (russisch «Смелый») versetzt. Im November 1904 wurde er Kommandant des Torpedoboots Boiki (russisch «Бойкий»). Noch vor dem Fall von Port Arthur gelang es ihm, mit seinem Schiff der japanischen Blockade zu entgehen und nach Yantai auf der chinesischen Shandong-Halbinsel und von dort nach Tsingtao zu entkommen, wo Schiff und Besatzung vom 19. Dezember 1904 bis zum Kriegsende im Januar 1905 interniert wurden. Er wurde mit dem Goldenen Schwert des Hl. Georg (russisch Золотое оружие «За храбрость») ausgezeichnet.

### Erster Weltkrieg
Nach dem Ende des Kriegs diente er ab 1906 in der Baltischen Flotte, erst auf dem Panzerkreuzer Rurik (russisch «Рюрик») und dann von 1909 bis 1911 als Zweiter und schließlich als Erster Offizier auf dem Geschützten Kreuzer Diana (russisch «Диана»). Von 1911 bis 1913 war er Kommandant des Zerstörers Ljogki (russisch «Лёгкий»), von 1913 bis 1914 Kommandant des Zerstörers Turkmenez Stawropolski (russisch «Туркменец Ставропольский»), danach bis April 1915 Kommandant des Zerstörers Pobeditel (russisch «Победитель»).

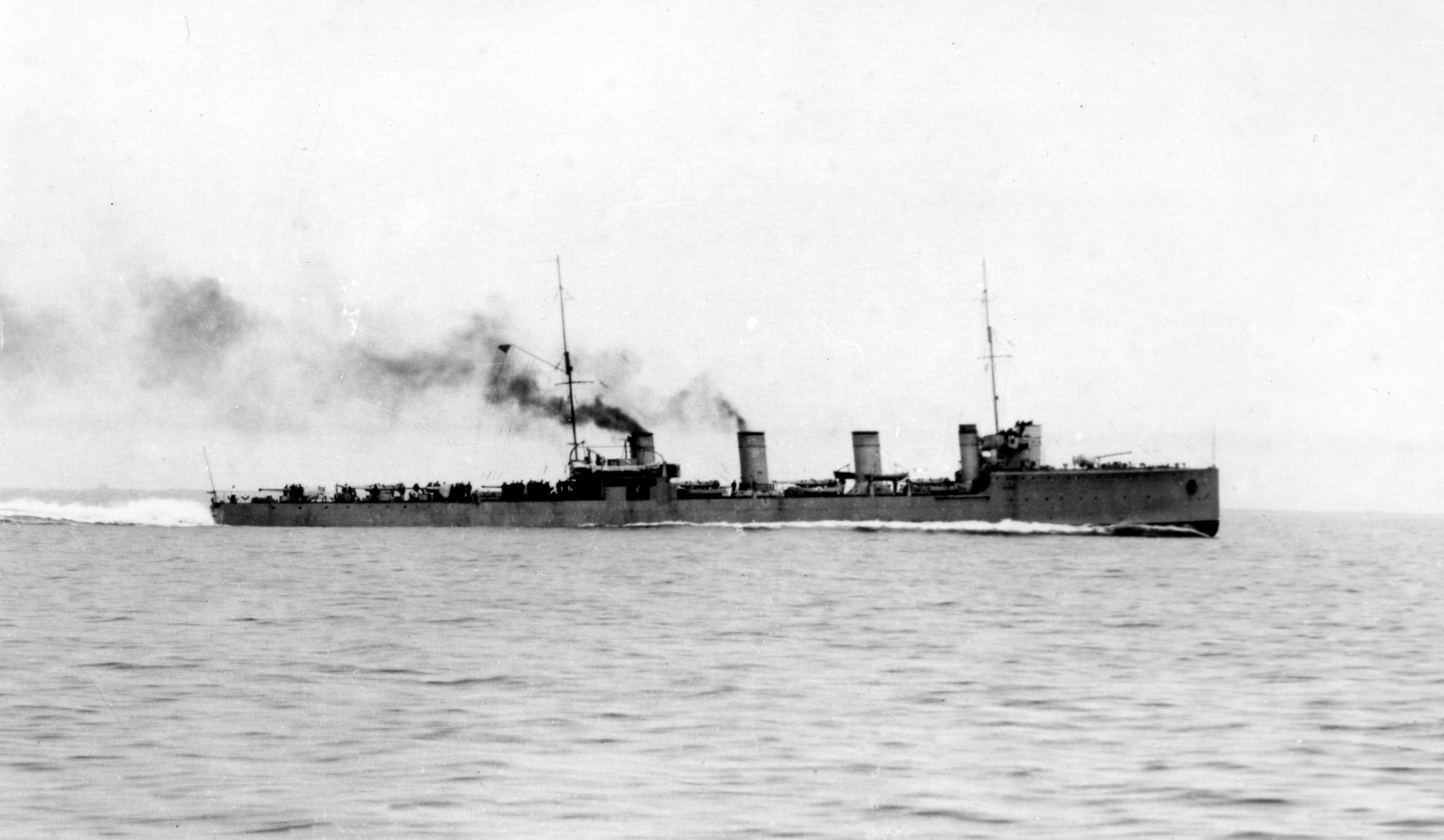
Der russische Zerstörer Nowik

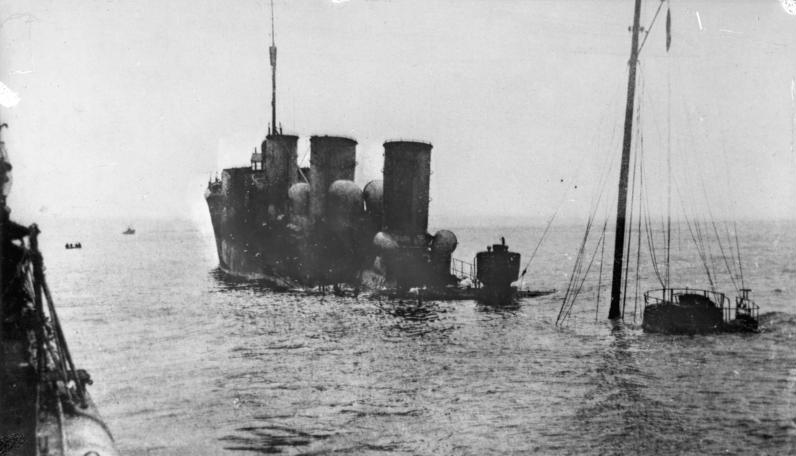
Das Große Torpedoboot V 99 sinkt nach zwei Minentreffern

Im April 1915 wurde er zum Kapitän 2. Ranges (Fregattenkapitän) befördert und erhielt das Kommando über den modernen Zerstörer Nowik (russisch «Новик»). Mit diesem war er an einer Anzahl von Minenlegeunternehmungen in der Irbenstraße und vor Libau beteiligt, wobei es mehrfach zu kurzen Gefechten mit deutschen Schiffen kam, so am 6./7. Mai 1915 mit dem Kleinen Kreuzer München und am 28. Juni 1915 mit dem Kleinen Kreuzer Lübeck. Beim zweiten deutschen Vorstoß in die Rigaer Bucht geriet die Nowik am 14. August 1915 in ein kurzes Gefecht mit den Großen Torpedobooten V 191, G 193 und G 194 und am 17. August 1915, zusammen mit drei anderen Zerstörern, mit dem erst vier Monate zuvor in Dienst gestellten Großen Torpedoboot V 99, das dabei erheblich beschädigt wurde und bei dem Versuch zu entkommen in ein Minenfeld geriet und nach zwei Minentreffern sank. Berens wurde danach im Jahre 1916 mit dem Orden des Hl. Georg 4. Klasse ausgezeichnet und wurde Ritter der französischen Ehrenlegion. Mit dem Hl.-Georgs-Orden kam die Beförderung zum Kapitän 1. Ranges (Kapitän zur See) und noch im gleichen Jahre wurde Berens Kommandant des Schlachtschiffes Petropawlowsk («Петропавловск»).
Gegen Ende 1917 wurde er Stabschef der Baltischen Flotte, wurde aber bereits am 12. Januar 1918 vom Rat der Volkskommissare ohne Pension seines Postens enthoben und aus dem Dienst entfernt.

### Bürgerkrieg und Nachkriegszeit
Im März 1919 reiste Berens in den Fernen Osten, wo er sich Admiral Koltschak und dessen gegenrevolutionärer Regierung zur Verfügung stellte. Koltschak beförderte ihn zum Konteradmiral und ernannte ihn zum Befehlshaber der in Wladiwostok stationierten Seestreitkräfte der „weißen“ Russen. In der Nacht des 31. Januar 1920, nach Koltschaks Gefangennahme in Irkutsk, führte Berens seine verbliebenen Schiffe, mit den Seekadetten der dortigen Marineakademie und zahlreichen Flüchtlingen aus Wladiwostok an Bord, nach Tsuruga in Japan.
Es gelang Berens, in das europäische Russland zurückzukehren. Am 28. August 1920 erreichte er per Schiff Sewastopol auf der Halbinsel Krim im Schwarzen Meer und schloss sich General Wrangels Weißer Armee an. Wrangel ernannte ihn im September 1920 zum Befehlshaber der Festung Kertsch und am 27. Oktober zum Befehlshaber der im Asowschen Meer operierenden Schiffe der noch mit Wrangel kämpfenden Rumpf-Schwarzmeerflotte. Nachdem die Rote Armee im November 1920 auch die Halbinsel Krim erobert hatte, verlegte Berens mit seinen Schiffen, wie der gesamte Rest der Weißen Flotte, am 14. November nach Konstantinopel. Dort wurden sie am 21. November in das so genannte Russische Geschwader umorganisiert, bestehend aus vier Divisionen, unter dem Oberbefehl von Konteradmiral Michail Kedrow (1878–1945). Berens erhielt den Befehl über die Zweite (Asowsche) Division und wurde Stellvertreter Kedrows. In der Zeit von Dezember 1920 bis Februar 1921 verlegte das gesamte Geschwader dann in mehreren Gruppen nach Bizerta im damaligen französischen Protektorat Tunesien. Die ersten Schiffe verließen Konstantinopel am 12. Dezember, erreichten Bizerta am 19. Dezember 1920 und wurden dort interniert. Im Januar 1921, als Admiral Kedrow nach Paris versetzt wurde, wurde Berens dessen Nachfolger als Oberbefehlshaber des Russischen Geschwaders in Bizerta. In dieser Stellung verblieb er bis zum 29. Oktober 1924, als die französische Regierung nach ihrer völkerrechtlichen Anerkennung der Sowjetunion die Schiffe formell an die Sowjetunion übergab und die Schiffsbesatzungen die Flagge mit dem Andreaskreuz niederholten. Eine sowjetische Marinedelegation unter Leitung des renommierten Schiffbauingenieurs Alexei Krylow reiste im Dezember nach Bizerta, befand die Schiffe jedoch als nicht mehr verwendungsfähig. Sie wurden daher verkauft und nach und nach abgewrackt. Die Besatzungen blieb als Emigranten in Tunesien bzw. Frankreich.

### Exil und Tod
Berens blieb, wie viele der mit ihm ins Exil gegangenen Seeleute, in Tunesien. Er arbeitete als technischer Berater im Landwirtschaftssektor. Er starb am 20. Januar 1943 in Tunis und wurde in Megrin, einem Vorort von Tunis, bestattet. Seine Asche wurde am 30. April 2001 auf den Friedhof Borshel in Tunis umgebettet, auf dem viele der einstigen Geschwaderbesatzungen und ihrer Angehörigen liegen.

### Auszeichnungen
- Orden des Heiligen Stanislaus, Dritte Klasse, mit Schwertern und Schleife
- Orden des Heiligen Georg, Vierte Klasse
- Orden der Heiligen Anna, Zweite Klasse
- Goldenes Schwert des Heiligen Georg, „für Tapferkeit“

## Familiäres
Sein zwei Jahre älterer Bruder Jewgeni (russisch: Евгений Андреевич Беренс) (1876–1928) schloss sich nach der Oktoberrevolution den Bolschewiki an, war von 1917 bis April 1919 Chef des Admiralstabs, dann bis Februar 1920 Oberbefehlshaber der sowjetischen Marine, und schließlich Militärattaché in Großbritannien und Frankreich.